# HD 114729

Centauro (constelación)

HD 114729 (HIP 64459 / SAO 204237) es una estrella de magnitud aparente +6,69 en la constelación de Centaurus.
En 2003 se anunció el descubrimiento de un planeta extrasolar en órbita alrededor de esta estrella.
Distante 114 años luz del sistema solar, HD 114729 es una enana amarilla de tipo espectral G3V.
Parecida al Sol en ciertos aspectos, tiene una temperatura superficial de 5778 ± 31 K.
Es algo menos masiva que el Sol, con una masa de 0,94 ± 0,01 masas solares, pero su luminosidad es más del doble de la de nuestra estrella.
Igualmente, su tamaño es más grande que el del Sol —su diámetro es un 40% mayor— y gira sobre sí misma con una velocidad de rotación proyectada de 2,3 km/s.
Estos parámetros indican que es una estrella antigua, con una edad estimada de 11.600 millones de años.
Presenta una menor abundancia relativa de metales que el Sol, aproximadamente un 48% de la de éste; asimismo, el contenido de litio (logє[Li] = 1,73) es más elevado que el de nuestra estrella.
HD 114729 tiene una compañera estelar de baja masa (0,25 masas solares). La separación proyectada entre las dos estrellas es de 282 UA.

## Sistema planetario
En 2003 se dio a conocer la existencia de un planeta —denominado HD 114729 b— en una órbita excéntrica (ε = 0,17) alrededor de esta estrella.
La separación media con ella es de 2,11 UA, siendo el periodo orbital de 1114 días.
| Acompañante (En orden desde la estrella) | Masa (MJ)     | Período orbital (días) | Semieje mayor (UA) | Excentricidad |
| ---------------------------------------- | ------------- | ---------------------- | ------------------ | ------------- |
| b                                        | > 0,95 ± 0,10 | 1114 ± 15              | 2,11 ± 0,12        | 0,167 ± 0,055 |